# Pflegestärkungsgesetze
Mit den deutschen Pflegestärkungsgesetzen (PSG I–III) soll schrittweise die Situation von Pflegebedürftigen, Angehörigen sowie Menschen, die in der Pflege arbeiten, verbessert werden, u. a. durch die bessere Anerkennung für das Vorliegen einer „Pflegebedürftigkeit“; sie ergänzen in drei Stufen die 1995 eingeführte Pflegepflichtversicherung, das 2002 in Kraft getretene „Pflegeleistungs-Ergänzungsgesetz“ und das „Pflege-Neuausrichtungs-Gesetz“ vom 30. Oktober 2012:
- Zum 1. Januar 2015 wurde das „Erste Pflegestärkungsgesetz“ (PSG I)[1] zur Neuausrichtung der Pflegeunterstützung wirksam.
- Zum 1. Januar 2016 führte das „Zweite Pflegestärkungsgesetz“ (PSG II)[2] einen neuen Pflegebedürftigkeitsbegriff (Ersatz der bisherigen drei Pflege„stufen“ durch passgenauere fünf Pflege„grade“) sowie ein neues Begutachtungsverfahren ein.
- Weitgehend[3] zum 1. Januar 2017 trat das Dritte Pflegestärkungsgesetz (PSG III)[4] in Kraft.

Die PSG wurden in der 18. Legislaturperiode des deutschen Bundestags entsprechend einer Vereinbarung im zugehörigen Koalitionsvertrag zwischen CDU, CSU und SPD auf den Weg gebracht.

## Übersicht
Das Erste Pflegestärkungsgesetz weitete zum 1. Januar 2015 die Leistungen für Pflegebedürftige und deren Angehörige aus, erhöhte die Erhöhung der Zahl der Betreuungskräfte in stationären Pflegeeinrichtungen und etablierte einen Pflegevorsorgefonds zur Pufferung künftiger Beitragssteigerungen.
Zur Finanzierung wurde ab dem 1. Januar 2015 der paritätische (zu gleichen Teilen von Arbeitnehmern und Arbeitgebern getragene) Beitragssatz zur Pflegeversicherung um 0,3 Prozentpunkte erhöht. Zwei Drittel der höheren Beitragseinnahmen sollten zur Finanzierung kurzfristiger Leistungsverbesserungen und der Dynamisierung der Leistungen verwendet werden, das restliche Drittel zum Aufbau des Pflegevorsorgefonds.
Das Zweite Pflegestärkungsgesetz führte zum 1. Januar 2016 einen neuen Pflegebedürftigkeitsbegriff (Ersatz der bisherigen drei Pflegestufen durch passgenauere fünf Pflegegrade) sowie ein neues Begutachtungsverfahren ein. Zur Finanzierung wurde der Beitragssatz um weitere 0,2 Prozentpunkte angehoben.
Das Dritte Pflegestärkungsgesetz hat zwei vordergründige Ziele: Zum einen soll es Pflegeleistungen, welche sich nach dem zweiten Pflegestärkungsgesetz richten, zu anderen pflegerelevanten Sozialleistungssystemen in Bezug setzen. Zum anderen soll es eine Verbesserung der Pflegesituation auf kommunaler Ebene herbeiführen. Der Vorschlag zum PSG III wurde am 28. Juni 2016 vom Bundeskabinett verabschiedet. In Kraft traten die darin verhandelten Regelungen überwiegend am 1. Januar 2017.

## Erstes Pflegestärkungsgesetz
Am 17. Oktober 2014 wurde das PSG I vom Bundestag mit den Stimmen der Großen Koalition und gegen die Stimmen der Opposition aus Bündnis 90/Die Grünen und Die Linke in der Fassung der Beschlussempfehlung des Ausschusses für Gesundheit verabschiedet und vom Bundesrat gebilligt. Es trat überwiegend am 1. Januar 2015 in Kraft (Art. 4 PSG I).
Das Gesetz war von der Bundesregierung unter dem Titel Fünftes Gesetz zur Änderung des Elften Buches Sozialgesetzbuch am 30. Mai 2014 im Bundesrat und 23. Juni 2014 in den Bundestag eingebracht worden.
Der Bundesrat nahm in seinen Empfehlungen vom 30. Juni 2014 sowie in seiner Sitzung am 11. Juli 2014 (924. Sitzung) zu dem Gesetzesentwurf ausführlich Stellung und schlug mehrere Änderungen vor.
Von den Oppositionsparteien im Bundestag wurde die Reform als unzureichend kritisiert. Mehrere Änderungs- und Entschließungsanträge von Die Linke und Bündnis 90/Die Grünen – u. a. auf Verzicht des Pflegevorsorgefonds – scheiterten im Parlament am Widerstand von Union und SPD.

### Erhöhung der Leistungen
Entsprechend der gesetzlich im Dreijahresrhythmus vorgesehenen Dynamisierung des § 30 SGB XI wurden die Leistungen der Pflegeversicherung zum 1. Januar 2015 um vier Prozent angehoben, um die Entwicklung der Preise in den vorhergehenden drei Jahren zu berücksichtigen. Die erst zwei Jahre zuvor durch das Pflege-Neuausrichtungs-Gesetz (PNG) vom 28. Oktober 2012 zum 1. Januar 2013 eingeführten Leistungen wurden um 2,67 Prozent erhöht.
Bundesgesundheitsminister Hermann Gröhe gibt Betroffenen und Angehörigen seit dem 2. Januar 2015 einen „Pflegeleistungs-Helfer“ an die Hand. Es handelt sich dabei um einen Rechner, der dabei helfen soll, sich einen Überblick über die neuen Leistungen verschaffen zu können.
Ab 1. Januar 2015 gelten folgende Leistungsbeträge:
| Stufe | Bis 31. Dezember 2014         | Ab 1. Januar 2015 |
| --- | ----------------------------- | --- |
| Vollstationäre Pflege nach § 43 SGB XI |                               | |
| I | 1023 €                        | 1064 € |
| II | 1279 €                        | 1330 € |
| III | 1550 €                        | 1612 € |
| Härtefall | 1918 €                        | 1995 € |
| Pflegesachleistung („ambulante Pflege“) nach § 36 SGB XI // Zusatzbetrag bei erheblich eingeschränkter Alltagskompetenz nach § 123 SGB XI |                               | |
| 0 | 0 € // 225                    | 0 € // 231 € |
| I | 450 € // 215 €                | 468 € // 221 € |
| II | 1100 € // 150 €               | 1144 € // 154 € |
| III | 1550 € // 0 €                 | 1612 € // 0 € |
| Härtefall | 1918 €                        | 1995 € |
| Pflegegeld nach § 37 SGB XI // Zusatzbetrag bei erheblich eingeschränkter Alltagskompetenz nach § 123 SGB XI                              |                               | |
| 0 | 0 € // 120 €                  | 0 € // 123 € |
| I | 235 € // 70 €                 | 244 € // 72 € |
| II | 440 € // 85 €                 | 458 € // 87 € |
| III | 700 € // 0 €                  | 728 € // 0 € |
| Zuschlag bei Betreuung in ambulanten Wohngruppen nach § 38a SGB XI                                                                        |                               | |
| I – III | 200 €                         | 205 € |
| „Verhinderungspflege“ nach § 39 SGB XI: Jährlicher Höchstbetrag                                                                           |                               | |
| 0 – III | 1510 € max. 4 Wochen jährlich | 1612 € max. 6 Wochen jährlich; zusätzlich können 50 % des Kurzzeitpflegebetrags (806 €) als „Verhinderungspflege“ genutzt werden, falls dieser nicht in Anspruch genommen wurde |
| Kurzzeitpflege nach § 42 SGB XI: Jährlicher Höchstbetrag                                                                                  |                               | |
| I – III | 1510 €                        | 1612 € zusätzlich kann nicht in Anspruch genommene Verhinderungspflege genutzt werden (max. weitere 1612 €)                                                                     |
| Kostenübernahme zum Verbrauch bestimmter Pflegehilfsmittel nach § 40 Abs. 2 SGB XI                                                        |                               | |
| I – III | 31 € monatlich                | 40 € monatlich |
| Zuschuss „wohnumfeldverbessernde Maßnahmen“ nach § 40 Abs. 4 SGB XI                                                                       |                               | |
| I – III | 2557 €                        | 4000 € |
| Zusätzliche Betreuungsleistungen |                               | |
| Grundbetrag | 100 €                         | 104 €, neu: für alle Pflegebedürftige neu: auch für „Entlastungsleistungen“ |
| Erhöhter Betrag | 200 €                         | 208 €, neu: für alle Pflegebedürftige bei „erhebl. eingeschränkter Alltagskompetenz“ nach § 45b SGB XI neu: auch für „Entlastungsleistungen“                                    |

### Erweiterter Leistungsanspruch für Demenzerkrankte
Der Leistungsanspruch für Personen mit eingeschränkter Alltagskompetenz sollte erweitert werden. Versicherte der Pflegestufe 0 erhielten seit Einführung des Pflege-Neuausrichtungs-Gesetzes im Jahr 2012/2013 nur punktuell Leistungen aus der Pflegeversicherung. Ab Januar 2015 sollten diese Versicherten auch die Kurzzeitpflege und die teilstationäre Pflege (Tagespflege/Nachtpflege) in Anspruch nehmen können. Darüber hinaus sollten eine Anschubfinanzierung für ambulant betreute Wohngruppen und der Zuschlag für Mitglieder dieser Wohngruppen ab dem Jahr 2015 ermöglicht werden. Durch die Ausweitung des Leistungsanspruchs können sämtliche Versicherten in der Pflegestufe 0 damit alle ambulanten Leistungen beanspruchen wie bisher diejenigen Versicherten, die mindestens in die Pflegestufe I eingestuft sind.

### Stationäre Pflegeleistungen
Stationäre Pflegeeinrichtungen sollten nach den neuen gesetzlichen Regelungen ab dem 1. Januar 2015 rund eine Milliarde Euro pro Jahr zusätzlich erhalten, um so die Voraussetzung dafür zu schaffen, dass die Zahl der zusätzlichen Betreuungskräfte (nicht Pflegekräfte!) von bisher rund 25.000 auf bis zu 45.000 aufgestockt werden kann.
Die Mittel für ergänzende Betreuungsangebote durch zusätzlich zur Verfügung stehende Alltagsbegleiter sollten künftig auch von allen Pflegebedürftigen in Anspruch genommen werden können, um so den Pflegealltag in den voll- und teilstationären Pflegeeinrichtungen zu verbessern. Bisher waren sie nur Pflegebedürftigen mit „erheblichem allgemeinen Betreuungsbedarf“ (z. B. Demenzerkrankten) vorbehalten.

### Ambulante Wohngruppen
Mit dem neuen Gesetz können nun auch Personen mit Pflegestufe 0 Leistungen erhalten, die bislang den anderen Pflegestufengruppen vorbehalten waren, z. B. einen „Wohngruppenzuschlag“ von € 205,00/Monat bei Gründung einer „ambulanten Wohngemeinschaft“ (§ 38a SGB XI). Zusätzlich kann hier eine einmalige Anschubfinanzierung von € 2.500 pro Person bzw. 10.000 pro Wohngruppe in Betracht kommen (§ 45e SGB XI).

### Leistungsverbesserungen in der ambulanten Pflege
Vor allem die ambulante Pflege im eigenen Zuhause wird durch das Pflegestärkungsgesetz unterstützt. Dazu gehört auch eine bessere Kombinierbarkeit der Leistungen für Verhinderungs- oder Kurzzeitpflege sowie die Neuregelung der Leistungen zur Tages- und Nachtpflege, die nicht länger aufeinander angerechnet werden. Auch zusätzliche Betreuungs- und Ersatzleistungen werden ausgeweitet, so dass zum Beispiel auch anerkannte Haushaltsservices oder Alltagsbegleiter zusätzlich in Anspruch genommen werden können. Die Finanzierung von Umbaumaßnahmen und Pflegehilfsmitteln wird darüber hinaus verstärkt gefördert.
Von den Maßnahmen des Pflegestärkungsgesetzes profitieren neben den Pflegebedürftigen vor allem auch pflegenden Angehörige, denen es nun leichter ermöglicht wird, sich zeitlich und finanziell auf die individuelle Pflege einzurichten.

### Beitragssatzerhöhung und Vorsorgefonds
Zum 1. Januar 2015 wurde der Beitragssatz zur Pflegeversicherung um 0,3 Prozentpunkte angehoben (§ 55 SGB XI), um damit die erhöhten Leistungsausgaben ab Januar 2015 finanzieren zu können, denn durch die Leistungsverbesserungen fallen Mehrausgaben von etwa 2,4 Milliarden Euro an. Durch die Beitragssatzerhöhung um 0,3 Prozent entstehen jedoch Mehreinnahmen im Umfang von insgesamt 3,6 Milliarden Euro. Die über die anfallenden Ausgaben für Leistungsverbesserungen hinausgehenden 1,2 Milliarden Euro sollen einem so genannten Pflegevorsorgefonds (s. u.) zugeführt werden. Ab dem Jahr 2036 – wenn die geburtenstarken Jahrgänge ins Pflegealter kommen (Baby-Boomer) – sollen die dann in diesem Pflegevorsorgefonds angesammelten Gelder zur Abfederung der sonst eventuell anfallenden Beitragssteigerungen eingesetzt werden. Mit dem Zweiten Pflegestärkungsgesetz soll der Beitragssatz – ab 2017 – nochmals um weitere 0,2 Prozentpunkte angehoben, so dass sich dann eine Gesamterhöhung um 0,5 Prozent ergibt.

### Pflegevorsorgefonds
Ab dem Jahr 2015 wird ein sogenannter Pflegevorsorgefonds (§§ 131 bis 139 SGB XI) eingeführt werden. Neben dem Ziel die Pflege zu stärken, ist mit dem Pflegevorsorgefonds das Ziel der nachhaltigen Sicherung der Pflege beabsichtigt. Ab 1. Januar 2015 sollen in den Pflegevorsorgefonds 0,1 Prozentpunkte des Beitragssatzes fließen, was etwa 1,2 Milliarden Euro entspricht. Das bis 2035 so angesparte Kapital könnte dann über einen Zeitraum von mindestens 20 Jahren (bis zu einem Zwanzigstel) der Pflegeversicherung wieder zugeführt werden. Absicht ist, mögliche Beitragssatzsteigerungen abzufedern, welche ab dem Jahr 2036 erwartet werden, weil ab diesem Zeitpunkt die geburtenstarken Jahrgänge (Baby-Boomer) ins Pflegealter kommen.

## Zweites Pflegestärkungsgesetz

### Hintergrund
Nach fast zehnjähriger Vorlaufzeit, in denen die konkrete Umsetzung eines neuen Pflegebedürftigkeitsbegriffs immer wieder verschleppt und auch mit dem PSG I nicht angegangen wurde sowie nach zahlreichen wissenschaftlichen Studien und Modellprojekten, verabschiedete das Regierungskabinett aus CDU und SPD am 13. August 2015 einen Gesetzentwurf zum PSG II, der am 25. September 2015 in erster Lesung im Bundestag beraten wurde.
Das Gesetz trat zum 1. Januar 2016 in Kraft, da das neue Begutachtungsverfahren zunächst noch auf seine Praxistauglichkeit getestet werden sollte und der Medizinische Dienst der Krankenversicherung, die Pflegedienste und die Pflegeheime etwa ein Jahr Vorlaufzeit benötigten, um die neuen Regelungen umsetzen zu können.
Zentrales erstrangiges Ziel des PSG II ist die Einführung eines neuen Pflegebedürftigkeitsbegriffs und einer neuen Systematik der Beurteilung/Einschätzung der Pflegebedürftigen. Es ist motiviert durch die Erkenntnis, dass die bisherige Begutachtung der Pflegebedürftigen, die sich überwiegend an rein körperlichen Gebrechen orientierte, keine zufriedenstellende Lösung für die steigende Zahl von Demenzkranken bietet.

### Umsetzung
Konkret sollen körperliche, geistige und psychische Einschränkungen gleichermaßen erfasst und bei der Einstufung berücksichtigt werden. Hierdurch können dann auch Demenzkranke besser einbezogen werden und erhalten gleichberechtigten Zugang zu den Leistungen der Pflegeversicherung. Die Pflegebedürftigkeit soll für alle Pflegebedürftigen ausschließlich nach dem Grad ihrer Selbstständigkeit im Alltag beurteilt werden. Dieser soll bei der Begutachtung eines Pflegebedürftigen (durch die Medizinischen Dienste der Krankenversicherungen) zukünftig in sechs Bereichen gemessen werden:
1. Mobilität
2. Kognitive und kommunikative Fähigkeiten
3. Verhaltensweisen und psychische Problemlagen
4. Selbstversorgung
5. Bewältigung von und selbstständiger Umgang mit krankheits- oder therapiebedingten Anforderungen und Belastungen
6. Gestaltung des Alltagslebens und sozialer Kontakte

Die Ergebnisse der sechs Einzelbeurteilungen sollen – mit unterschiedlicher Gewichtung – zu einer Gesamtbewertung zusammengefasst werden. Aufgrund dieser soll der Pflegebedürftige in einen von fünf neudefinierten Pflegegraden eingestuft werden, die ab 2017 die bis dann geltenden drei Pflegestufen sowie die zusätzliche Feststellung von „erheblich eingeschränkter Alltagskompetenz“ (insbesondere Demenz) ablösen sollen.
Die Unterstützung soll künftig früher als bisher ansetzen: In Pflegegrad 1 sollen Menschen eingestuft werden, die noch keinen erheblichen Unterstützungsbedarf haben, aber etwa eine Pflegeberatung, eine Anpassung der Wohnungsgegebenheiten (z. B. altersgerechte Dusche) oder Leistungen für allgemeine Betreuung benötigen.
Die Praktikabilität des neuen Begutachtungsverfahrens wurde als Grundlage für das weitere Gesetzgebungsverfahren ab April 2014 in einem Projekt mit speziell geschulten Mitarbeitern des Medizinischen Dienstes der Krankenversicherung (MDK) erprobt. Es sah vor, dass der MDK bundesweit etwa 2000 Begutachtungen sowohl in Pflegeeinrichtungen als auch im häuslichen Umfeld der zu Pflegenden vornimmt, und zwar parallel nach den alten und nach den neuen Regeln. In einem zweiten Projekt sollte anhand von etwa 2000 Pflegebedürftigen aus 40 Pflegeheimen in fünf Bundesländern von den Pflegekräften der Einrichtungen erfasst werden, welchen Versorgungsaufwand die neuen Pflegegrade in stationären Pflegeeinrichtungen auslösen. Erste Ergebnisse/Berichte über die Erprobungsstudie liegen seit Anfang 2015 vor. Sie zeigen, dass das neue Begutachtungsverfahren funktioniert.

### „Pflegenoten“
Mit dem PSG II wird das 2009 eingeführte System von „Pflegenoten“ mit 59 Kriterien zur Beurteilung der Qualität von Heimen abgelöst durch die Qualitätsdarstellung stationäre Pflege, welcher die ca. 12.000 Einrichtungen zur vollstationären Unterbringung in Deutschland nach der Ergebnisqualität ihrer Leistungen vergleichen, beurteilen und einstufen soll. Die Pflegenoten sollten zunächst bis Ende 2017 abgeschafft und durch ein neues, auf Selbst- und Fremdevaluation beruhendes Bewertungssystem ersetzt werden.
Anfang 2018 berichteten die Medien, es solle 2019 eine neue Bewertung für Pflegeheime geben, 2020 eine neue Bewertung für ambulante Pflegedienste.
Sowohl der SoVD als auch die Bertelsmann-Stiftung kritisieren, dass die Bereitstellung von Informationen zu Pflegeheimen in den meisten Bundesländern ungenügend ist.

### Leistungen
Als neue Ebene eingeführt wird der Pflegegrad 1 für Pflegeversicherte mit geringen Einschränkungen insbesondere im körperlichen Bereich, die teilweise Hilfe bei der Selbstversorgung, beim Verlassen der Wohnung und bei der Haushaltsführung benötigen.
| Beträge in Euro / € pro Monat                                                        |                               |                          |                   |                   |
| Bis 31. Dezember 2016                                                                | Bis 31. Dezember 2016         | Ab 1. Januar 2017        | Ab 1. Januar 2017 | Ab 1. Januar 2017 |
| Einstufung in Pflegestufe                                                            | Leistung                      | Einstufung in Pflegegrad | Leistung          | Differenz         |
| Pflegegeld (nach § 37 SGB XI)                                                        |                               |                          |                   |                   |
| Ohne                                                                                 |                               | 1                        | [ L 1 ]           |                   |
| 0 mit eA                                                                             | 123,00                        | 2                        | 316,00            | + 193,00          |
| I                                                                                    | 244,00                        | 2                        | 316,00            | + 73,00           |
| I mit eA                                                                             | 316,00                        | 3                        | 545,00            | + 229,00          |
| II                                                                                   | 458,00                        | 3                        | 545,00            | + 87,00           |
| II mit eA                                                                            | 545,00                        | 4                        | 728,00            | + 183,00          |
| III                                                                                  | 728,00                        | 4                        | 728,00            | ± 0,00            |
| III mit eA                                                                           | 728,00                        | 5                        | 901,00            | + 173,00          |
| Pflegesachleistung („ambulante Pflege“)                                              |                               |                          |                   |                   |
| 0 mit eA                                                                             | 231,00                        | 2                        | 689,00            | + 458,00          |
| I                                                                                    | 468,00                        | 2                        | 689,00            | + 221,00          |
| I mit eA                                                                             | 689,00                        | 3                        | 1.298,00          | + 609,00          |
| II                                                                                   | 1.144,00                      | 3                        | 1.298,00          | + 154,00          |
| II mit eA                                                                            | 1.298,00                      | 4                        | 1.612,00          | + 314,00          |
| III                                                                                  | 1.612,00                      | 4                        | 1.612,00          | ± 0,00            |
| III mit eA                                                                           | 1.612,00                      | 5                        | 1.995,00          | + 383,00          |
| „Härtefall“                                                                          | 1.995,00                      | 5                        | 1.995,00          | ± 0,00            |
| Vollstationäre Pflege (nach § 43 SGB XI)                                             |                               |                          |                   |                   |
| 0                                                                                    | 0,00                          | 1                        | 125,00            | +125,00           |
| 0 mit eA                                                                             | 0,00                          | 2                        | 770,00            | + 770,00          |
| I                                                                                    | 1.064,00                      | 2                        | 770,00            | - 294,00          |
| I mit eA                                                                             | 1.064,00                      | 3                        | 1.262,00          | + 198,00          |
| II                                                                                   | 1.330,00                      | 3                        | 1.262,00          | - 68,00           |
| II mit eA                                                                            | 1330,00                       | 4                        | 1.775,00          | + 445,00          |
| III                                                                                  | 1.612,00                      | 4                        | 1.775,00          | + 163,00          |
| III mit eA                                                                           | 1.612,00                      | 5                        | 2.005,00          | + 393,00          |
| Verhinderungspflege nach § 39 SGB XI                                                 |                               |                          |                   |                   |
| 0 – III                                                                              | 1.612,00                      | 2 – 5                    | 1.612,00          | ± 0,00            |
| Kurzzeitpflege nach § 42 SGB XI                                                      |                               |                          |                   |                   |
| I – III                                                                              | 1.612,00                      | 2 – 5                    | 1.612,00          | ± 0,00            |
| „Härtefall“                                                                          | 1.995,00                      | 5                        | 2.005,00          | + 10,00           |
| Zuschlag bei Betreuung in ambulanten Wohngruppen                                     |                               |                          |                   |                   |
| I – III                                                                              | 205,00                        | 1 – 5                    | 214,00            | + 9,00            |
| Kostenübernahme zum Verbrauch bestimmter Pflegehilfsmittel (nach § 40 Abs. 2 SGB XI) |                               |                          |                   |                   |
| I – III                                                                              | 40,00                         | 1 – 5                    | 40,00             | ± 0,00            |
| Zuschuss „wohnumfeldverbessernde Maßnahmen“ nach § 40 Abs. 4 SGB XI                  |                               |                          |                   |                   |
| I – III                                                                              | 4.000,00 maximal pro Maßnahme | 1 – 5                    | 4.000,00          | ± 0,00            |
| Zusätzliche Betreuungsleistungen                                                     |                               |                          |                   |                   |
| 0 – III                                                                              | 104,00 („Grundbetrag“)        | 1 – 5                    | 125,00            | + 21,00           |
| 0 – III mit eA                                                                       | 208,00                        | 1 – 5                    | 125,00            | - 83,00           |
| Pauschale für Beratungseinsatz                                                       |                               |                          |                   |                   |
| I – III                                                                              |                               | 1 – 3                    | 23,00             | + 23,00           |
| II mit eA                                                                            | [ L 12 ]                      | 4 und 5                  | 33,00             | + 33,00           |